# Erdők a Kőszegi-hegységben
A Kőszegi-hegység magyarországi területe egybeesik a Kőszegi Tájvédelmi Körzet hegyvidéki részeivel. A védett 4350,8 hektáron túl a felmért terület 4383,73 hektár. A terület jelentős része erdő, a fátlan élőhelyek aránya alig 2% (ebből 1% természetes élőhely, a többi valamilyen származtatott gyep).
A Kőszegi Tájvédelmi Körzetet 1980-ban hozták létre és az Őrségi Nemzeti Park felügyelete alatt áll. Az Országos Környezet- és Természetvédelmi Hivatal (OKTH) alapította a Kőszegi-hegység hazai oldala természeti értékeinek, tájképi adottságainak, kultúrtörténeti emlékeinek megőrzése céljából. A táj sok hasonlóságot mutat a Soproni-hegységgel, hiszen itt is jelentősek az alpesi hatások és nagymértékű a savanyú talajok aránya, ezért hasonló erdőtársulások alakultak ki.

## Történelme
Kőszeg már az Árpád-korban tárnoki városnak számított. III. Ferdinánd adta ezt a rangot a városnak 1647-ben. Mivel Kőszeg a tárnoki városok körébe lépett ezért juttatásokat kapott, ekkor kaphatta az erdők jelentős részét. A városhoz tartozó erdők kiterjedése folyamatosan változott, mérete az egyes feljegyzések szerint a 16. században volt a legnagyobb. Később Kőszeg elvesztette ezeket az területeket, Nádasdy család tulajdonába kerültek. 1671-ben Bécsújhelyen Nádasdy Ferencet felségárulás miatt kivégezték. A Nádasdy-birtok jelentős részét gróf Esterházy Pál szerezte meg, majd az erőszakkal visszaszerzett erdőségek bizonyos részét visszaadta a városnak.
A 17. században az erdőkről az erdőszemélyzet gondoskodott, korábbi feljegyzések nincsenek az erdőművelésről. Később már rendeletekkel szabályozták az erdők művelését. Az első rendeletet Mária Terézia, majd a magyar helyhatóság adta ki. A város külön személyeket foglalkoztatott erre a célra, kezdetben két stájerországi erdész, majd erdőmester végezte el a feladatokat.
1857-ben készült el az első gazdasági terv. Ekkor a Felsőerdő több mint felét 40 éves vágásforduló mellett sarjerdő üzemben, kisebb részét viszont bükk szálerdő üzemben kezelték. Bükkösökben természetes úton történt a vetővágásos felújítás, ami általában jól sikerült. A tarvágásos sarjasztásoknál magfákat hagytak. A felújításra elég nagy hangsúlyt fektettek, a fiatal erdők tisztításáról viszont nem gondoskodtak. Ebben az időben nagymérvű alomgyűjtés folyt.
1886-87. évben készült el az a jegyzőkönyv melynek hatására átálltak a 100 éves vágásfordulójú szálerdő üzemmódra. Ebben az időben a bükk és a kocsánytalan tölgy számított a fő fajnak, idővel a fenyők aránya fokozatosan csökkent. Az első világháborút lezáró trianoni békeszerződés ezt a területet sem kímélte. A rőti erdő, mint Burgenland egy része, Ausztriához került át. Később aztán 1923-ban a határmegállapító bizottság visszacsatolta a Csonka-Magyarországhoz. Ezek az erdők az állam tulajdonába kerültek az államosítás után, az állami tulajdonban lévő erdőket a Szombathelyi Erdészeti Zrt. kezeli.
A jelenkori felmérések alapján a Kőszegi-hegység erdőterülete 4336 ha, élőfakészlete folyamatosan változik (1565 ezer m³), hektáronkénti élőfakészlete átlagosan 336 m³/ha.
A történelem során az erdők aránya folyamatosan változott. Az ábra a mai helyzetet mutatja. Fő fajok bükk, tölgy és az erdeifenyő, a többi faj aránya alacsony. Az erdők folyamatosan gyarapodnak mind mennyiségileg, mind minőségileg. Folyamatos erdőborítást biztosító gazdálkodás folyik az erdőkben, melynek köszönhetően a kezelt területen minden korosztály megtalálható az egyéves magonctól a több száz éves faóriásokig. Az erdő felújítása őshonos fajokkal mesterséges módon történik. Őshonos fajok: tölgy, cser, bükk, juhar, szil, kőris, vad gyümölcsök, hazai nyár, fűz, éger, hárs, nyír, fenyő. Egyik nagyon fontos tevékenység, hogy ezeken a területeken soha nem végeznek tarvágásokat és nagyméretű fakitermeléseket. Általában 10 éves ciklusokban csak egy-egy fát vágnak ki, a többi részt érintetlenül hagyják. Így próbálják a természetben megfigyelhető folyamatokat utánozni, mikor egy idős fa kidől, helyén fény hatására megjelenik az újulat.

## Fontosabb fafajok pusztulása

### Tölgypusztulás
Amikor tölgypusztulásról beszélünk, különbséget lehet tenni kocsánytalan és kocsányos tölgy pusztulási folyamatai között, ugyanis a betegségek mind megjelenési formájukban, mind a kialakulás szempontjából nem azonosak.
Kocsánytalan tölgy (Quercus petraea) pusztulása: Magyarországon először a Zempléni-hegységben jelentkezett 1970-ben, innen terjedt el az egész országban. Pusztulás látható jelei: levelek apróbbak, színük sárgás, korona pedig egyre ritkábbá válik, végül az egész fa elpusztul. A pusztulások okainak megállapítására többféle elmélet született. A kutatások megállapították, hogy a folyamat több tényező által okozott komplex betegség.
Kocsányos tölgy (Quercus robur) esetében 19. század végétől vannak adatok. Elterjedésének oka: talajvíz szintjének csökkenése, gyapjaslepke gradációja és a tölgy-liszharmat megjelenése. A tölgyek műszaki vágáskorán felüli tartása során gyakori a természetes eredetű csúcsszáradás. Ettől még sokáig eléldegél a fa, termést is hoz, azaz élettanilag nem jelentős a csúcsi növekedés leállása. Az utóbbi évek száraz klímája közrejátszott a csúcsszáradás erősebb kialakulásában.

### Bükkpusztulás
Magyarországon először az 1990-es években figyelték meg a bükk (Fagus sylvatica) pusztulását a Börzsöny és a Mecsek területén. Komplex betegség látható jelei: levelek sárgulása, ágak elhajlása végül a fa elpusztul. A pusztuló törzseken gyakran megfigyelhető a bükk-gyapjastetű. Ezen kívül a pusztulást klimatikus tényező, gyengültségi kórokozó valamint a bóbitás bükkszú (Taphrorychus bicolor) is okozhatja. A szokásos fahasználati módszerek során a bükk törzskárosodása nagyobb mértékű, ennek oka, hogy vékony kérgű fafajok közé tartozik. Az ilyen erdőkben jóval kíméletesebben kell végezni a munkálatokat (dönteni, közelíteni). Továbbá ezen fajon gyakori a tuskósarj, amit nehezen lehet észrevenni. Szintén nehéz a 80 év feletti bükk barnabelűségét megítélni.

### Fenyők pusztulása
A természetben nagyon sokk rovart és kórokozót találunk, melyek káros hatással vannak a fenyőkre. Erdeifenyő (Pinus sylvestris) elhalásának fő okai: gyökérrontó tapló tömeges elterjedése, szél- és hó törések, szú és egyéb rovarkárosítók tömeges elszaporodása. További jellemző kártevők a fenyőilonca (Evetria buoliana), mely gyenge erélyűnek mondható, tőle nehezen elkülöníthető az erdei fenyő hajtásgörbítő gomba (Melampsora pinitorqua), mely hajtástorzulást okoz. A fa tűit rágó rovarok közül legfontosabb az erdeifenyő bagolylepke (Panolis flammea), mely az utóbbi években csak mutatóban van jelen. A kártevők elszaporodása a nem megfelelő termőhelyeken álló, sínylődő monokultúrás erdei fenyvesekre jellemző. Mivel a Kőszegi-hegység területén e faj jól érzi magát, ezért a kártevők térhódítása nem jelentős.
A legnagyobb mértékű károsodást a lucfenyők (Picea abies) kénytelenek elviselni. Ezek a vadak kedvencei, 20-40 éves korosztályban alig találni ép egyedet. A törzs 2 m magasságig meg van rágva, elfeketedett rákos fekélyek, kalluszburjánzások láthatók rajta. Az idősebb lucokban ez nem tapasztalható, ugyanis az akkori vadállomány nagyságrendekkel kisebb volt. A luc a szarvashántást talán még túlélné, de az utána fellépő szúkárt már nem viseli el. A Kőszegi-hegység lucosaiban megfigyelhetünk egyéb xilofág rovarokat is, a legjelentősebb közülük a romboló fenyőcincér (Tetropium castaneum), fenyvescincér (Monochamus sutor), tövises cincér (Rhagium spp.). Gyakorinak mondható a nagy fenyőormányos (Hylobius abietis), luc gubacstetű (Sacchiphantes viridis).